# Rareș Bogdan
Rareș Bogdan (ur. 17 września 1974 w Ocna Mureș) – rumuński dziennikarz, prezenter i polityk, poseł do Parlamentu Europejskiego IX i X kadencji.

## Życiorys
Absolwent szkoły średniej Liceul Teoretic „Lucian Blaga”. Studia pierwszego i drugiego stopnia odbył na Uniwersytecie Babeș-Bolyai w Klużu-Napoce. Podjął pracę w dziennikarstwie, w 2004 był współzałożycielem lokalnej gazety „Ziua de Cluj”. Związany również z telewizją informacyjną Realitatea TV. Zyskał popularność m.in. jako twórca, realizator i prowadzący powstałego w 2013 programu Jocuri de putere. Został też dyrektorem generalnym Realitatea TV i dyrektorem gazety „România Liberă”.
W lutym 2019 wstąpił do Partii Narodowo-Liberalnej, został też liderem listy wyborczej PNL w wyborach europejskich. W wyniku głosowania z maja 2019 uzyskał mandat posła do Parlamentu Europejskiego IX kadencji. Z powodzeniem ubiegał się o reelekcję w 2024.